# Campionato Paraibano 2024
Il Campionato Paraibano 2024 è stata la 114ª edizione della massima serie del campionato paraibano. La stagione è iniziata il 16 gennaio 2024 e si è conclusa il 13 aprile successivo.

## Stagione

### Novità
Al termine della stagione 2023, sono retrocesse in Segunda Divisão Queimadense e Auto Esporte-PB. Dalla Segunda Divisão sono salite Atlético Cajazeirense e Pombal.

### Formato
Il torneo si svolge in due fasi: la prima è composta da un girone unico. Le prime quattro classificate di tale girone, accedono alla seconda fase che decreterà la vincitrice del campionato. Le ultime due classificate della prima fase, retrocedono in Segunda Divisão.

## Risultati

### Prima fase
|  | Pos. | Squadra                     | Pt | G | V | N | P | GF | GS | DR  |
|  | ---- | --------------------------- | -- | - | - | - | - | -- | -- | --- |
|  | 1    | Treze                       | 21 | 9 | 7 | 0 | 2 | 18 | 6  | +12 |
|  | 2    | Serra Branca                | 17 | 9 | 5 | 2 | 2 | 13 | 6  | +7  |
|  | 3    | Botafogo-PB                 | 17 | 9 | 5 | 2 | 2 | 13 | 9  | +4  |
|  | 4    | Sousa                       | 14 | 9 | 4 | 2 | 3 | 11 | 6  | +5  |
|  | 5    | CSP                         | 13 | 9 | 4 | 1 | 4 | 10 | 9  | +1  |
|  | 6    | Campinense                  | 11 | 9 | 3 | 2 | 4 | 6  | 10 | -4  |
|  | 7    | Nacional-PB                 | 10 | 9 | 3 | 1 | 5 | 7  | 10 | -3  |
|  | 8    | Pombal                      | 10 | 9 | 3 | 1 | 5 | 10 | 14 | -4  |
|  | 9    | São Paulo Crystal           | 4  | 9 | 1 | 1 | 7 | 4  | 22 | -18 |
|  | 10   | Atlético Cajazeirense (-13) | -2 | 9 | 3 | 2 | 4 | 8  | 8  | 0   |

Legenda:
      Ammessa alla fase finale.
      Retrocesse in Segunda Divisão 2025
Note:
Tre punti a vittoria, uno a pareggio, zero a sconfitta.

### Fase finale
|  | Semifinali | Semifinali   | Semifinali | Semifinali | Semifinali |  |  | Finale      | Finale      | Finale | Finale | Finale |  |
|  |            |              |            |            |            |  |  |             |             |        |        |        |  |
|  | 4          | Sousa        | 2          | 0          | 2          |  |  |             |             |        |        |        |  |
|  | 1          | Treze        | 1          | 0          | 1          |  |  | Sousa (dtr) | Sousa (dtr) | 0      | 1      | 1 (4)  |  |
|  | 3          | Botafogo-PB  | 0          | 2          | 2          |  |  | Botafogo-PB | Botafogo-PB | 0      | 1      | 1 (3)  |  |
|  | 2          | Serra Branca | 0          | 1          | 1          |  |  |             |             |        |        |        |  |